# جيف بورتون
جيف بورتون (بالإنجليزية: Jeff Burton)‏ هو ممثل أمريكي، ولد في 1925 في الولايات المتحدة، وتوفي في 18 يناير 1988 ببوسطن في الولايات المتحدة.

## أعمال

### أفلام
- (1968) كوكب القردة[2][3]

## وصلات خارجية
- جيف بورتون على موقع IMDb (الإنجليزية)
- جيف بورتون على موقع ألو سيني (الفرنسية)
- جيف بورتون على موقع أول موفي (الإنجليزية)
- جيف بورتون على موقع قاعدة بيانات الفيلم (الإنجليزية)
- جيف بورتون على موقع كينوبويسك (الروسية)